# راتشتیتسه
راتشتیتسه (به لاتین: Račetice) یک منطقهٔ مسکونی در جمهوری چک است که در ناحیه خوموتوو واقع شده‌است. راتشتیتسه ۳٫۸۶ کیلومتر مربع مساحت و ۳۷۳ نفر جمعیت دارد و ۲۸۹ متر بالاتر از سطح دریا واقع شده‌است.